# Rivista Aeronautica
Rivista Aeronautica è il periodico ufficiale dell'Aeronautica Militare Italiana e prima della Regia Aeronautica, fondato nel 1925, con sede a Roma in Viale dell'Università 4.

## Storia
Dal dibattito parlamentare del 22 marzo 1928 relativo all'esame del bilancio dell'aeronautica per l'esercizio 1928-1929 si evince che l'allora sottosegretario all'aeronautica Italo Balbo "non solo sceglieva il direttore del mensile tra gli ufficiali dell'arma aeronautica, ma vigilava anche personalmente sul contenuto di ogni fascicolo, esercitando un controllo preventivo sugli articoli, che non potevano quindi essere pubblicati senza il suo placet personale".
Fino al 24 settembre 1932 il direttore, dopo Giuseppe Manni, fu il Generale di Brigata Aurelio Liotta; dal dicembre 1933 all'agosto 1935 diresse il Tenente Colonnello Mario Fucini, dal 1940 all'8 settembre 1943 il Generale di Brigata Amedeo Mecozzi che torna dal gennaio 1945 all'agosto 1950, seguito da Celso Ranieri e dopo il 1971 il Generale di Squadra Aerea Duilio Fanali.

## Struttura editoriale
L'editore è il Ministero della difesa e viene pubblicato con frequenza bimestrale.
Ogni numero è diviso idealmente in quattro parti, dapprima sono presenti articoli trattanti temi di attualità quali crisi in atto, l'eventuale coinvolgimento dell'Italia, la risposta del mezzo aereo alle stesse e le prospettive future, poi uno sguardo ai temi riguardanti l'Aeronautica Militare e le modalità con cui può e potrà svolgere i suoi compiti istituzionali, seguono articoli sulla tecnologia aerospaziale ed infine articoli riguardanti eventi o personaggi storici. Sono sempre presenti le rubriche Panorama Aerospaziale, Sotto i riflettori, Recensioni e Lettere alla rivista, oltre ad un sommario-compendio in lingua inglese.
La rivista incoraggia le collaborazioni esterne corrispondendo un compenso nel caso in cui gli articoli dei lettori, a cui è concessa ampia facoltà di trattazione, vengano pubblicati.
Anni addietro veniva allegato alla rivista un fascicolo, senza periodicità fissa, intitolato "Speciale Giovani" in cui venivano trattati argomenti di maggiore interesse per un pubblico più giovane, quali manifestazioni aeree, musei aeronautici, aeromodellismo, fumetti di argomento aeronautico e recensioni di simulatori di volo. Talvolta qualcuno di questi argomenti continua ad essere trattato nelle pagine della rivista.